# 第12軍 (ドイツ軍)
第12軍（だい12ぐん、独Deutsche 12. Armee）は第二次世界大戦時のドイツ軍の部隊である。

## 歴史
第12軍は、ヴィルヘルム・リストを司令官として、1939年10月13日に設立された。初の任務はジークフリート線での防衛任務であり、第12軍はフランス侵攻に関与していた。その後、第12軍はバルカン半島での枢軸国軍の攻撃の主力としてルーマニアへ移動した。
1941年2月、リストはブルガリア軍参謀と協定を結び、ドイツ軍のブルガリア通行の許可を得た。2月28日、ドイツ軍はルーマニアよりドナウ川を横断してブルガリアへ移動、ギリシャ侵攻作戦のための配置に付いた。
4月6日、第12軍はユーゴスラビア、ギリシャへの侵攻を開始した。まずユーゴスラビアを占領、そしてイタリア軍に6ヶ月もの間、抵抗していたギリシャ軍も第12軍の15個師団（内、4個は装甲師団）の攻撃には耐えることができなかった。
イギリスはギリシャを支援するためにリビアから遠征軍を送ったが、イギリス連邦軍もドイツ装甲部隊とドイツ空軍の前に圧倒された。ギリシャ北部のギリシャ軍は4月23日に降伏し、4日後、ドイツ軍はアテネに入場、アクロポリスに鉤十字を掲げた。
1943年1月1日、第12軍司令部は再編成され、E軍集団司令部となった。
1945年4月10日、第12軍は再設立され、エーゲ海から退却を行うドイツ軍の支援を行うために、第12軍は西向きにエルベ川沿いに配置された。しかし、東部戦線でのソビエト赤軍の進撃により、その脅威に対応するために部隊を移動した。司令官ヴァルター・ヴェンクの元、第12軍はベルリンの戦いで首都ベルリンを救援するための最後の試みを行った。第12軍所属の第20軍団は士気も高く、ベルリン方向へ進撃を続けたが、ポツダムでソビエト赤軍の激しい反撃の前に停止、ベルリン救援を断念せざるを得なくなった。その後、ハルベの戦いでソビエト赤軍の包囲を西へ突破した第9軍と合流、ソビエト赤軍の攻撃を防ぎつつも、ドイツ将兵、市民の西側連合国軍占領地への脱出の支援を行った。

## 司令官
- 1939年10月13日 – 1941年10月29日：ヴィルヘルム・リスト歩兵大将
- 1941年10月29日 - 1942年7月2日：ヴァルター・クンツェ（ドイツ語版）大将
- 1942年7月2日 - 1942年12月31日：アレクサンダー・レーア上級大将
- 1945年4月10日 - 1945年5月7日：ヴァルター・ヴェンク装甲兵大将